# Подедвуже (гміна)
Гміна Подедвуже (пол. Gmina Podedwórze) — сільська гміна у східній Польщі. Належить до Парчівського повіту Люблінського воєводства.
Станом на 31 грудня 2011 у гміні проживало 1751 особа.

## Площа
Згідно з даними за 2007 рік площа гміни становила 107.20 км², у тому числі:
- орні землі: 72.00%
- ліси: 15.00%

Таким чином, площа гміни становить 11.25% площі повіту.

## Населення
Станом на 31 грудня 2011:
| Опис     | Загалом | Загалом | Чоловіки | Чоловіки | Жінки | Жінки |
| -------- | ------- | ------- | -------- | -------- | ----- | ----- |
| одиниця  | осіб    | %       | осіб     | %        | осіб  | %     |
| все      | 1751    | 100     | 861      | 49.17    | 890   | 50.83 |
| міське   | 0       | 100     | 0        |          | 0     |       |
| сільське | 1751    | 100     | 861      | 49.17    | 890   | 50.83 |

## Сусідні гміни
Гміна Подедвуже межує з такими гмінами: Вирики, Вішніце, Дембова-Клода, Соснувка, Яблонь.